# Неа Пропонтида
Неа Пропонтида (на гръцки: Δήμος Νέας Προποντίδας, Димос Неас Пропондидас) е дем в област Централна Македония на Република Гърция. Център на дема е Неа Мудания.

## Селища
Дем Неа Пропонтида е създаден на 1 януари 2011 година след обединение на две стари административни единици – демите Мудания, Каликратия и Триглия по закона Каликратис.

### Демова единица Каликратия
Според преброяването от 2001 година дем Каликратия (Δήμος Καλλικράτειας) с център в Неа Каликратия има 10 881 жители и в него влизат следните секции и селища:
- Демова секция Неа Каликратия

- град Неа Каликратия (Νέα Καλλικράτεια)

- Демова секция Агиос Павлос

- село Агиос Павлос (Άγιος Παύλος)
- село Неа Ираклия (Νέα Ηράκλεια)

- Демова секция Лакома

- град Лакома (Λάκκωμα, старо Акманджали)

- Демова секция Неа Гония

- село Неа Гония (Νέα Γωνιά, старо Ченгенели)
- село Неохораки (Νεοχωράκι)

- Демова секция Неа Силата

- село Неа Силата (Νέα Σίλατα, старо Карвия)
- село Родокипос (Ροδόκηπος, старо Селели)
- село Созополи (Σωζόπολη)

### Демова единица Мудания
Според преброяването от 2001 година дем Мудания (Δήμος Μουδανιών) има 17 032 жители и в него влизат следните секции и селища:
- Демова секция Неа Мудания

- град Неа Мудания (Νέα Μουδανιά)

- Демова секция Агиос Мамас

- село Агиос Мамас (Άγιος Μάμας)
- село Папа Алони (Παπά Αλώνι)
- село Портес (Πόρτες)

- Демова секция Агиос Пантелеймонас

- село Агиос Пантелеймонас (Άγιος Παντελεήμονας, старо Вромосиртис)

- Демова секция Дионисиу

- село Дионисиу (Διονυσίου)
- село Муриес (Μουριές)
- село Паралия Дионисиу (Παραλία Διονυσίου)

- Демова секция Зографу

- село Зографу (Ζωγράφου)

- Демова секция Неа Потидея

- село Неа Потидея (Νέα Ποτείδαια)

- Демова секция Портария

- село Портария (Πορταριά)

- Демова секция Симандра

- село Симандра (Σήμαντρα, старо Каркара)

- Демова секция Флогита

- село Флогита (Φλογητά)

### Демова единица Триглия
Според преброяването от 2001 година дем Триглия (Δήμος Τριγλίας) с център в Неа Триглия има 5888 жители и в него влизат следните секции и селища:
- Демова секция Неа Триглия

- село Неа Триглия (Νέα Τρίγλια, старо Софулар)
- село Паралия Неас Триглияс (Παραλία Νέας Τριγλίας)

- Демова секция Елеохория

- град Елеохория (Ελαιοχώρια, старо Добрулу и Даутли)

- Демова секция Крини

- село Крини (Κρήνη)

- Демова секция Неа Тенедос

- село Неа Тенедос (Νέα Τένεδος, старо Кара тепе)

- Демова секция Неа Плагия

- село Неа Плагия (Νέα Πλάγια)
- село Метохи (Μετόχι)

- Демова секция Петралона

- град Петралона (Πετράλωνα, старо Телкели)